# Pentti Viitanen
Pour les articles homonymes, voir Viitanen.
Pentti Viitanen (né le 19 octobre 1949 à Helsinki en Finlande) est un joueur finlandais de hockey sur glace.

## Carrière en club
En 1972, il commence sa carrière avec les Karhu-Kissat dans la SM-sarja.

## Statistiques
| Saison    | Équipe           | Ligue    |    | Saison régulière | Saison régulière | Saison régulière | Saison régulière | Saison régulière |   | Séries éliminatoires | Séries éliminatoires | Séries éliminatoires | Séries éliminatoires | Séries éliminatoires |
| Saison    | Équipe           | Ligue    | PJ | B                | A                | Pts              | Pun              | PJ               | B | A                    | Pts                  | Pun                  |                      |                      |
| 1971-1972 | Karhu-Kissat     | SM-sarja | 32 | 10               | 7                | 17               | 8                | -                | - | -                    | -                    | -                    |                      |                      |
| 1972-1973 | Jokerit Helsinki | SM-sarja | 36 | 9                | 6                | 15               | 4                | -                | - | -                    | -                    | -                    |                      |                      |
| 1973-1974 | Karhu-Kissat     | SM-sarja | 35 | 16               | 1                | 17               | 20               | -                | - | -                    | -                    | -                    |                      |                      |
| 1974-1975 | TuTo Turku       | SM-sarja | 32 | 3                | 8                | 11               | 8                | -                | - | -                    | -                    | -                    |                      |                      |